# Laurence Trimble
Laurence Trimble (ur. 15 lutego 1885 w Robbinston, zm. 8 lutego 1954 w Los Angeles) – amerykański aktor, reżyser i scenarzysta.

## Wybrana filmografia
Aktor
- 1912: Bunny All at Sea
- 1914: The Murdock Trial jako Lokaj
- 1923: Hee! Haw!
- 1928: Watch the Birdie

Reżyser
- 1910: Jean and the Calico Doll
- 1912: The Signal of Distress
- 1915: The Great Adventure
- 1917: Mine of Missing Men
- 1921: The Silent Call
- 1924: The Love Master
- 1925: White Fang
- 1926: My Old Dutch

Scenarzysta
- 1912: Michael McShane, Matchmaker
- 1915: Far From the Madding Crowd
- 1916: A Place in the Sun
- 1920: Darling Mine
- 1920: Going Some
- 1924: The Love Master
- 1924: Flapper Wives

## Wyróżnienia
Posiada swoją gwiazdę na Hollywoodzkiej Alei Gwiazd.